# فرانک رواندا
فرانک رواندا (به انگلیسی: Rwandan franc) (به زبان بومی: franc rwandais) با کد ایزوی RWF، یکای پول رایج در کشور رواندا است. مسئولیت کنترل این یکای پول برعهدهٔ بانک ملی رواندا قرار دارد.